# Nihad Đedović
Nihad Đjedović (nacido el 12 de enero de 1990 en Višegrad, Bosnia y Herzegovina) es un jugador de baloncesto bosnio con pasaporte alemán. Mide 1,99 m y juega de Alero en el Unicaja Málaga de la Liga ACB.
Su hermano menor, Nedim, nacido en 1997, juega actualmente en el Caja'87

## Biografía
Poco después de nacer, su familia se trasladó a Múnich, puesto que su padre había encontrado trabajo allí. Se quedaron siete años en Alemania, hasta que en 1997 volvieron a Bosnia, casi finalizando ya las Guerras Yugoslavas. Empezó su carrera en el año 2005 en el KK Bosna Sarajevo, donde fue campeón de la liga bosnia.
Đedović fue convocado por Bosnia para el Campeonato Europeo Sub-15 de la División B, en 2005 y en 2006. A pesar de ser el máximo anotador del campeonato en ambas ocasiones, Bosnia no pasó ninguna de las dos veces de cuartos de final, no pudiendo ascender a la División A. El FC Barcelona se fijó en él y en 2006, con tan solo 16 años le fichó, pasando la primera temporada cedido en su club el KK Bosna Sarajevo.
Al terminar la temporada 2007 se fue a España. Hizo la pretemporada con el primer equipo del Barcelona, pero fue cedido para la temporada 2007-2008 para coger experiencia, a su equipo afiliado, el WTC Almeda Park Cornellà de la LEB Plata. Jugó dos partidos con el primer equipo en la 2007-2008.
En su segunda temporada en Cornellà, Đedović fue uno de los jugadores claves del WTC Almeda Park Cornellà, con quienes logró el ascenso a la LEB Oro tras derrotar al CB Tarragona. El bosnio fue el máximo anotador del equipo vinculado al FC Barcelona con una media de más de 18 puntos por partido con promedios del 53 % en tiros de campo y 36 % en tiros de tres (54/154).
Jugó tres partidos en Euroliga y un partido en el play-off 2008-09 en el que su equipo, el FC Barcelona, resultó campeón de la Liga ACB.
En la temporada 2009-2010 fue cedido al Xacobeo Blu:Sens, equipo que después de muchos años volvía a la ACB. Tuvo minutos de calidad, pero el equipo descendió a la LEB Oro.
La siguiente temporada y media la pasó cedido en el Lottomatica Roma italiano. En su primera temporada en Roma llegó al Top-16 de la Euroliga, pero 
se quedaron fuera de los play-offs de la LEGA, ya que quedaron novenos. Quedó quinto empatado con Bojan Bogdanović, en la votación de Mejor Jugador Joven de la Euroliga, por detrás de Nikola Mirotić, Víctor Claver, Jan Veselý y Jonas Valančiūnas.
Acabó la temporada 2011-2012 cedido en el Galatasaray turco, club por el que fichó en marzo. Fue subcampeón de liga tras perder en la final contra el Besiktas.
Se desvinculó del Barcelona en el verano de 2012, donde realmente nunca le dieron la oportunidad. Ha participado con el equipo internacional en el Nike Hoop Summit y ha estado en el Eurocamp de Treviso en 2010 y 2012.
En la temporada 2012-2013 fichó por el ALBA Berlín donde realizó una gran campaña. En julio de 2013 firmó un contrato de un año, con opción a otro con el Bayern de Múnich, donde en su primer año ganó la liga y fue elegido en el Segundo Quinteto de la Bundesliga.
En julio de 2014 amplió su contrato por dos años más. A pesar de que en su segunda temporada tuvo una larga lesión, promedió en liga 14.8 en 38 partidos jugados y 11.6 puntos en 10 partidos jugados en la Euroliga. Fue elegido en el Segundo Quinteto de la Bundesliga.
En abril de 2015 obtuvo la nacionalidad alemana. También fue campeón de la liga alemana en la temporada 2017-18 y 2018-19 y de la Copa en el 2018 y 2021 con el Bayern de Múnich donde jugó durante 9 temporadas.
El 22 de junio de 2022, fichó por el Unicaja Málaga de la Liga ACB española.

## Selección nacional
Debutó con la absoluta con tan sólo 16 años, en la fase de clasificación para el Eurobasket 2007 de España, aunque no lograron clasificarse.
En la fase de clasificación para el Eurobasket 2009, ya era uno de los mejores del equipo, pero tampoco lograron clasificarse. 
Participó en el Eurobasket 2011 en Lituania, (no participaban desde 1993) y ganaron dos partidos, aunque como era de previsible no pasaron de ronda. Promedió 10.6 puntos, 5.2 rebotes y 4.2 asistencias.
Disputó también el Eurobasket 2013 en Eslovenia, promediando 17.8 puntos, 5,2 rebotes, 4,2 asistencias y 2.6 robos. Bosnia estuvo a punto de clasificarse con 3 victorias y 2 derrotas, pero quedó cuarta de grupo.

## Estadísticas

### Euroliga
| Año       | Equipo      | PJ | PT | MPP  | %TC  | %3P  | %TL  | RPP | APP | ROB | TPP | PPP  |
| --------- | ----------- | -- | -- | ---- | ---- | ---- | ---- | --- | --- | --- | --- | ---- |
| 2007-2008 | Barcelona   | 1  | 0  | 5.8  | .000 | .000 | .500 | 2.0 | .0  | .0  | .0  | 1.0  |
| 2008-2009 | Barcelona   | 3  | 0  | 3.3  | .000 | .000 | .000 | .3  | .0  | .0  | .0  | .0   |
| 2010-2011 | Lottomatica | 15 | 15 | 3.3  | .426 | .194 | .742 | 3.1 | 2.1 | 1.7 | .3  | 9.3  |
| 2012-2013 | ALBA        | 23 | 13 | 23.9 | .411 | .265 | .695 | 3.3 | 2.5 | 1.0 | .0  | 8.6  |
| 2013-2014 | Bayern      | 18 | 16 | 25.5 | .458 | .400 | .921 | 3.6 | 2.3 | .8  | .1  | 11.7 |
| 2014-2015 | Bayern      | 10 | 7  | 25.5 | .439 | .375 | .818 | 2.8 | 2.4 | .5  | .2  | 11.6 |
| Total     |             | 70 | 51 | 24.0 | .431 | .310 | .776 | 3.1 | 2.1 | 1.0 | .1  | 9.5  |